# 柯比·布萊恩生涯成就列表

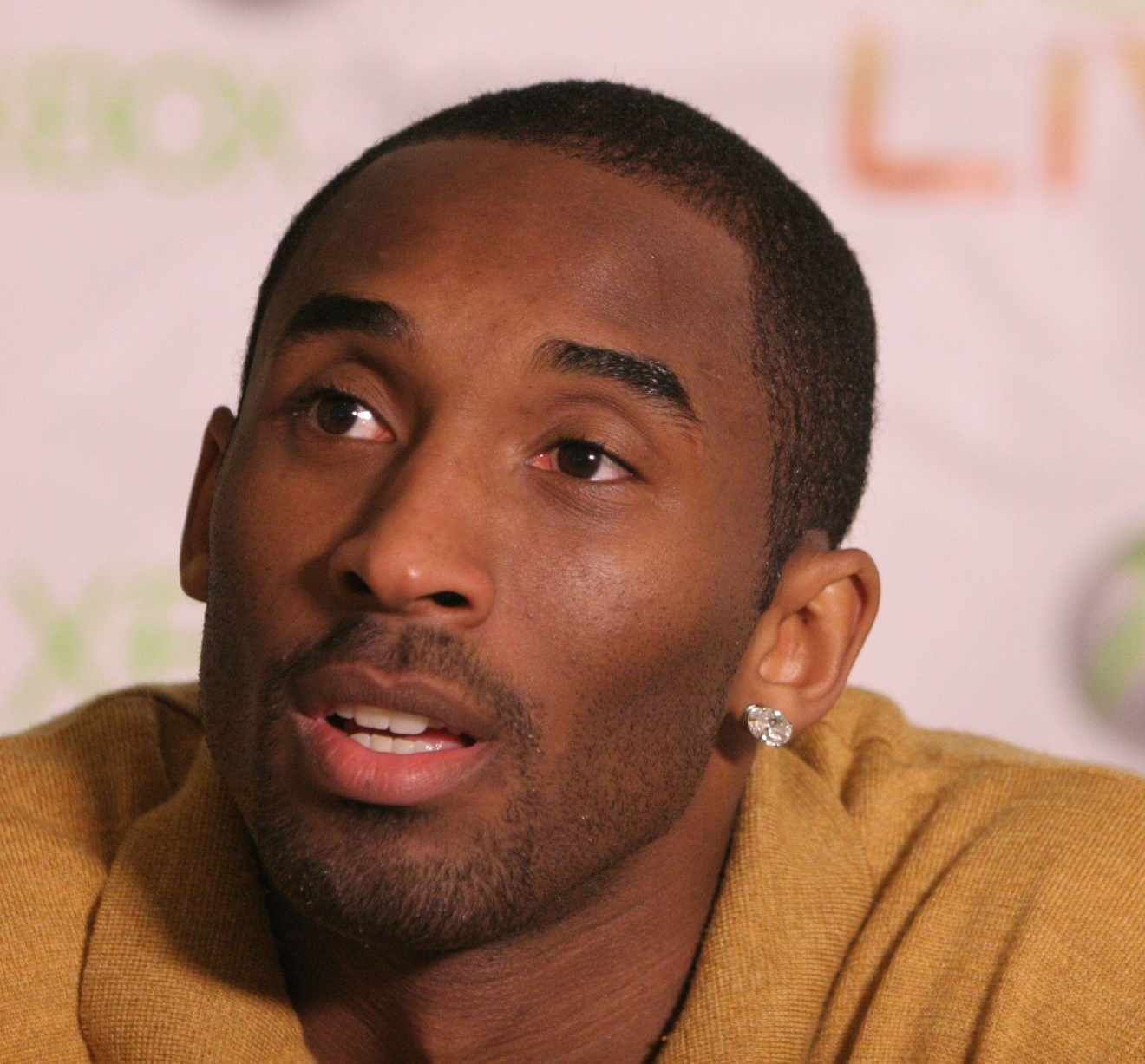
Kobe Bryant

下列為科比·布莱恩特生涯成就列表。

## NBA獎項和成就

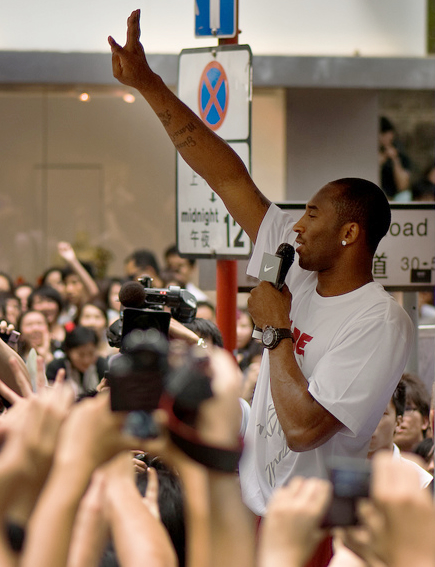

- 1次灌籃大賽冠軍：1997（洛杉磯湖人隊）
- 5次NBA總冠軍：2000~2002、2009、2010（洛杉磯湖人隊）
- 7次NBA西區冠軍：2000~2002、2004、2008~2010（洛杉磯湖人隊）
- 2次NBA總冠軍賽最有價值球員：2009、2010
- 1次NBA常规赛最有價值球員：2008
- 18次NBA全明星球員：1998、2000-2016
- 4次NBA全明星賽最有價值球員：2002、2007、2009、2011
- 15次NBA最佳陣容：
  - 11次NBA第一陣容：2002-2004、2006-2013
  - 2次NBA第二陣容：2000、2001
  - 2次NBA第三陣容：1999、2005
- 12次NBA最佳防守陣容：
  - 9次NBA防守第一陣容：2000、2003-2004、2006-2011
  - 3次NBA防守第二陣容：2001、2002、2012
- NBA最佳新秀陣容：第二陣容：1997
- 32次NBA單周最佳球員
- 17次NBA單月最佳球員
- 2次NBA常规赛得分王（平均得分第一）：2006（35.4分）、2007（31.6分）
- 4次NBA常规赛总得分第一：2003(2416分)、2006（2832分）、2007（2430分）、2008(2323分)
- 3次NBA常规赛投籃命中數第一:2003(868個)、2006(978個)、2007(813個)
- 2次NBA常规赛罰球命中數第一:2006(696個)、2007(667個)
- 1次年度洛城最佳運動員:2008
- 1次奈史密斯高中籃壇最佳球員：1996
- 2次ESPY獎NBA年度最佳球員：2008、2010
- 1次ESPY-icon獎：2016
- 奈史密斯籃球名人紀念堂：2020

## NBA紀錄
- 最年輕生涯總得分達到33,000分的球員
- 最年輕入選最佳防守陣容第一隊（2000年,21歲又251天）
- 最年輕入選全明星賽正選陣容（1998年,19歲又175天）
- 最年輕入選最佳新秀陣容（1997年）
- 最年輕正選紀錄（1997年,18歲158天）
- 最年輕單場得到20分（18歲133天，1997年1月3日對上沙加緬度國王）
- NBA歷史上入選最佳陣容第一隊次數最多：11次（與卡爾·馬龍並列，截至2013年5月24日）
- NBA歷史上入選最佳陣容（包含年度第一、二、三隊）次數最多：15次(與賈霸爾並列，截至2013年5月24日）
- NBA歷史上入選最佳防守陣容第一隊次數最多：9次（與凱文·賈奈特、麥可·喬丹和蓋瑞·裴頓並列，截至2012年5月26日）
- NBA歷史上第二位於單一賽季內十次得到50分或以上的球員（僅次於張伯倫於1961–62年賽季的45次及1962–63年賽季的30次）
- NBA歷史上第二年輕突破30,000分的球員（34歲又104天，當時為取得30,000分的最年輕紀錄，此紀錄其後為詹姆士的33歲又25天所破。第三年輕為張伯倫的35歲又179天）
- NBA歷史上平均得分排行榜第十（25.5分）
- NBA歷史上總得分排行榜第四（33643分，前三名依序為：賈霸、卡爾·馬龍、雷霸龍•詹姆士）
- NBA歷史上總抄截第十六（1834次，截至到2019年11月4日）
- NBA歷史上投籃命中數第六（11042個，截至2013年12月15日）
- NBA歷史上罰球命中數第三（7948個，截至2013年12月15日）
- NBA歷史上單季平均得分第九（2006年，35.4分）
- NBA單季總得分排行榜第六位（2006年， 2,832分）
- NBA單場得分排行榜第二位（81分，2006年，僅次於張伯倫的單場100分）
- NBA歷史上第二位球員達成三度單月平均得分40分(2003年2月：40.8分；2006年1月：43.4分；2006年4月：41.6分；僅次於張伯倫四度單月平均得分40分)
- NBA單月平均得分排行榜第八位（43.4分，2006年1月），單月平均得分最高球員第二位（單月平均得分前七位均为威尔特.张伯伦所创）。
- NBA歷史上半場三分球命中數並列第一（8個，2003年）
- NBA歷史上單場三分球命中數並列第三（12個，2003年，與馬歇爾(Donyell Marshall)並列）
- NBA歷史上三分球命中數第十一（1639個，截至2013年12月15日）
- NBA歷史上總出場時間第十二（45520分鐘，截至2013年12月15日）
- NBA歷史上取得30分或以上第五多的球員（408場，截至2013年12月15日）
- NBA歷史上取得40分或以上第三多的球員（120場，截至2013年12月15日，僅次於張伯倫的271場及喬丹的173場）
- NBA歷史上取得50分或以上第三多的球員（24場，截至2013年12月15日，僅次於張伯倫的118場及喬丹的39場）
- NBA歷史上取得60分或以上第二多的球員（6場，截至2016年4月13日，僅次於張伯倫的22場）
- NBA歷史上第二位連續四場以上得到50分或以上的球員（超越了麥可·喬丹與埃爾金·貝勒的連續三場50+的記錄，僅次於張伯倫的連續七場50+的記錄）
  - 2007年3月16日對波特蘭拓荒者隊得到65分
  - 2007年3月18日對明尼蘇達灰狼隊得到50分
  - 2007年3月22日作客對曼菲斯灰熊隊得到60分
  - 2007年3月23日作客對紐奧良黃蜂隊得到50分
- NBA歷史上第二位連續九場以上得到40分或40分以上的球員（9場，僅次於張伯倫的連續14場40+的記錄）
  - 2003年2月6日對紐約尼克得到46分
  - 2003年2月11日對丹佛金塊得到42分
  - 2003年2月12日對丹佛金塊得到51分
  - 2003年2月14日對聖安東尼奧馬刺得到44分
  - 2003年2月16日對紐約尼克得到40分
  - 2003年2月18日對休士頓火箭得到52分
  - 2003年2月19日對猶他爵士得到40分
  - 2003年2月21日對波特蘭拓荒者隊得到40分
  - 2003年2月23日對西雅圖超音速得到41分
- NBA歷史上單節得分第四高（30分，2005年12月20日主場對達拉斯小牛隊及2006年11月30日主場對猶他爵士隊）
- NBA歷史上單節罰球出手與命中次數第二多(出手:16次,命中:14次,僅次於麥可·喬登(Michael Jordan))
- NBA歷史上於紐約尼克主場(麥迪遜花園廣場)單場第二高分:61分
- NBA歷史上於波特蘭拓荒者主場(玫瑰花園廣場)客隊球員單場最高分:47分
- NBA季後賽總得分排行榜第三位（5,640分，僅次於麥可·喬丹的5,987分和賈霸的5,762分，此紀錄截至2013年12月15日）
- 獲NBA明星賽MVP最多（四次，和鮑伯·佩提特並列）
- NBA明星賽總得分排行榜第二位（280分，僅次於雷霸龍 詹姆士 (LeBron James) 291分）
- NBA季後賽出場數第四（220場，截至到2013年12月15日）
- NBA歷史上季後賽三分球命中數第三（292個，截至到2013年12月15日）
- NBA季後賽總助攻排行榜第七位（1,040次，截至到2013年12月15日）
- NBA單一球隊總得分第二（33643分，僅次於卡爾·馬龍在爵士隊的36,374分，此紀錄截至2016年4月14日）
- NBA歷史上生涯最多出手球員第三（次於卡里姆·阿卜杜勒-賈巴爾、卡爾·馬龍，此記錄截至2014年11月12日）
- NBA歷史上最多生涯投籃不進總數第一（14,481次，截至2016年4月13日，超越約翰·哈夫利切克）
- NBA歷史上生涯最終戰得分最高球員（60分，截至2016年4月13日，超越乔丹·克劳福德在2014年對陣金塊時創造的41分。）
- NBA歷史上單場出手第二多次（不包括罰球）（50球，2016年4月13日，超越喬丹於1993年1月16日的49次，僅次於張伯倫於1962年3月2日的63次）
- NBA歷史上唯一一個超過37歲還能單場超過60分的老將（60分，2016年4月13日）
- NBA歷史上效力於同一球隊時間最長者（20年，1996-2016於洛杉磯湖人）
- NBA首位在同一球隊同時將兩件球衣號碼（8號和24號）退役（2017年12月8日）
- 達拉斯獨行俠宣佈將隊中的24號球衣永久退役以紀念科比（2020年1月26日）

## 洛杉磯湖人隊史紀錄
布萊恩保持或共享數項湖人隊史紀錄。
- 首位高中生球員
- 第一個奪得NBA灌籃大賽冠軍的隊員
- 最年輕單場得到20分（18歲133天,1997年1月3日對上沙加緬度國王）
- 最年輕先發出場紀錄（18歲158天）
- 出場比賽球員第二年輕（1996年11月3日主場以替補出賽明尼蘇達灰狼隊，當時18歲2個月又11日，僅次於目前於費城76人隊的年輕中鋒安德魯·拜林的18歲又6日）
- 第一高分81分（2006年1月23日對多倫多暴龍隊）
- 第四高分65分（2007年3月16日對波特蘭拓荒者隊）
- 兩次平球隊單節最高得分（30分，2005年12月20日主場對達拉斯小牛隊及2006年11月30日主場對猶他爵士隊）
- 取得40分或以上最多的球員（121場，截至2013年12月15日，超越了貝勒的88場）
- 取得50分或以上最多的球員（25場，截至2013年12月15日，超越了貝勒的17場）
- 取得60分或以上最多的球員（6場，截至2016年4月13日）
- 第三位取得5000助攻的球員
- 湖人隊史總得分第一（33643分，截至2016年4月13日）
- 湖人隊史季後賽總得分第一（5640分，截至2013年12月15日）
- 湖人隊史季後賽三分球命中數第一（292個，2013年12月15日）
- 湖人隊史季後賽出場數第一（220場，截至到2013年12月15日）
- 湖人隊史明星賽得分第一（280分，截至2013年12月15日）
- 湖人隊史總抄截第一（1832次，截至2013年12月15日）
- 湖人隊史總助攻第三（5915次，截至2013年12月15日）
- 湖人隊史罰球數最多（9486個，截至2013年12月15日）
- 湖人隊史罰球命中最多（7948個，截至2013年12月15日）
- 湖人隊史例行賽進球數最多（11042個，截至2013年12月15日）
- 湖人隊史出場次數最多（1243場，截至2013年12月15日）
- 湖人隊史出場時間最多（45520分鐘，截至2013年12月11日）
- 湖人隊史三分球出手次數最多（4889個，截至2013年12月15日）
- 湖人隊史三分球命中次數最多（1639個，截至2013年12月15日）
- 湖人队史生涯最后一战得分最多球员 （60分，2016年4月13日）
- 湖人隊史和全NBA歷史上生涯效力同一球隊最長（20年，於洛杉磯湖人，1996-2016）於（2018-2019赛季被德克·诺维茨基所打破）

## 其他
- 奧運會男子籃球金牌：2008、2012
- 美洲男子籃球錦標賽金牌：2007
- 宾夕法尼亚州高中篮球史上单季最高得分（1995年，2,883分）
- 《今日美国》杂志评选1995年度美国高中最佳球员
- 1995年度奈史密斯美国高中最佳球员
- 1995年度麥當勞全美高中明星赛最佳球员
- 1995年度愛迪達ABCD训练营最佳球员
- 《Parade Magazine》评选为年度最佳高中生球员
- Gatorade Circle Of Champions年度最佳球员
- 麥當勞全美第一队
- Prestigious Beach Ball Classic MVP